# Envia garciai
Envia garciai är en spindelart som beskrevs av Ott och Hubert Höfer 2003. Envia garciai ingår i släktet Envia och familjen Microstigmatidae. Inga underarter finns listade i Catalogue of Life.